# 제이슨 베게
제이슨 베게(Jason Beghe, 1960년 3월 12일 ~ )는 미국의 배우이다.

## 출연 작품
- 델마와 루이스 - 국가 기병 역
- 지 아이 제인